# Saison 1936-1937 de l'Amiens AC
Maillots
Chronologie
Saison précédente Saison suivante
La saison 1936-1937 de l'Amiens AC est la saison sportive de août 1936 à mai 1937 de l'Amiens Athlétic Club, club de football situé à Amiens.

## Résumé de la saison

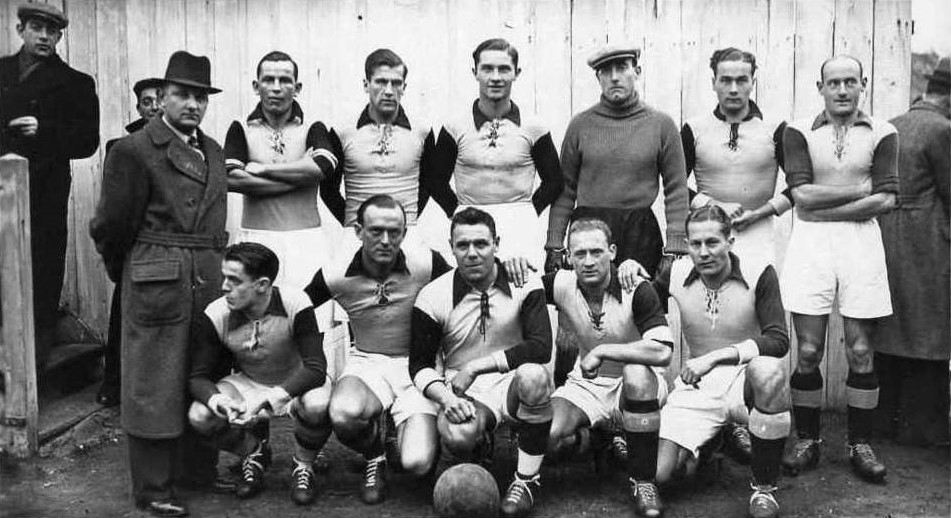
L'équipe le 11 novembre 1936 avant son match face à l'AS Saint-Etienne.

## Effectif et statistiques
| P | Joueur             | Âge    | Depuis | Cht | But inscrit | CF | But inscrit |
| - | ------------------ | ------ | ------ | --- | ----------- | -- | ----------- |
| G | André Vaillant     |        |        | 20  |             | 1  |             |
| G | Joseph Vincent     |        |        | 12  |             |    |             |
| D | Roland Balavoine   |        |        | 6   | 1           |    |             |
| D | Paul Delacourt     |        | 1935   | 28  |             | 1  |             |
| D | James Reid         |        | 1934   | 30  | 1           | 1  |             |
| M | Fernand Blot       |        |        | 1   |             |    |             |
| M | Jean Cardon        | 20 ans |        | 12  | 1           |    |             |
| M | Franz Kellinger    |        |        | 3   |             |    |             |
| M | Albert Ottavis     |        |        | 7   |             |    |             |
| M | René Peiffert      |        |        | 31  |             | 1  |             |
| M | André Tison        |        |        | 29  | 1           | 1  |             |
| M | Harry Ward         |        | 1935   | 30  | 10          | 1  |             |
| A | Julien Buge        | 23 ans | 1935   | 28  | 7           | 1  |             |
| A | Edmond Kramer      | 29 ans | 1936   | 26  | 2           | 1  |             |
| A | Clément Machu      |        | 1935   | 29  | 10          | 1  |             |
| A | Michel Maurice     |        |        | 13  | 1           | 1  |             |
| A | François Petit     |        |        | 1   | 2           |    |             |
| A | Paul Sachy         |        |        | 1   |             |    |             |
| A | Georges Taisne     | 32 ans |        | 7   | 1           |    |             |
| A | Roger Thévenot     | 24 ans | 1935   | 31  | 10          | 1  |             |
|   | contre son camp    |        |        |     | 1           |    |             |
|   | données manquantes |        |        | 7   |             |    |             |

## Résultats

### Division interrégionnale
Les compositions d'équipe proviennent des comptes-rendu d'époque de L'Auto. Ceux-ci peuvent contenir des erreurs. Les noms, régulièrement mal orthographiés, ont été correctement retranscrits.
| 1er journée – 2e      | Amiens AC                                                                                      | 4 – 1   | US boulonnaise |                                            |                                            |
| Dimanche 30 août 1936 |                                                                                                | (1 – 0) |                | Stade Moulonguet, Amiens Diffuseur : Aucun | Stade Moulonguet, Amiens Diffuseur : Aucun |
| Dimanche 30 août 1936 | Rapport                                                                                        |         |                | Stade Moulonguet, Amiens Diffuseur : Aucun | Stade Moulonguet, Amiens Diffuseur : Aucun |
| Dimanche 30 août 1936 | Vincent - Reid, Delacourt - Cardon, Peiffert, Tison - Balavoine, Kramer, Machu, Ward, Thévenot | Équipes |                | Stade Moulonguet, Amiens Diffuseur : Aucun | Stade Moulonguet, Amiens Diffuseur : Aucun |

| 2e journée – 5e           | Stade de Reims    | 1 – 1   | Amiens AC                                                                                      |                   |                   |
| Dimanche 6 septembre 1936 |                   | (0 – 0) |                                                                                                | Diffuseur : Aucun | Diffuseur : Aucun |
| Dimanche 6 septembre 1936 | Rapport, Rapport2 |         |                                                                                                | Diffuseur : Aucun | Diffuseur : Aucun |
| Dimanche 6 septembre 1936 |                   | Équipes | Vincent - Reid, Delacourt - Cardon, Peiffert, Tison - Balavoine, Kramer, Machu, Ward, Thévenot | Diffuseur : Aucun | Diffuseur : Aucun |

| 3e journée – 3e            | Amiens AC                                                                                  | 2 – 1   | Olympique dunkerquois |                                            |                                            |
| Dimanche 13 septembre 1936 |                                                                                            | (1 – 0) |                       | Stade Moulonguet, Amiens Diffuseur : Aucun | Stade Moulonguet, Amiens Diffuseur : Aucun |
| Dimanche 13 septembre 1936 | Rapport                                                                                    |         |                       | Stade Moulonguet, Amiens Diffuseur : Aucun | Stade Moulonguet, Amiens Diffuseur : Aucun |
| Dimanche 13 septembre 1936 | Vincent - Reid, Balavoine - Ottavis, Peiffert, Tison - Buge, Kramer, Machu, Ward, Thévenot | Équipes |                       | Stade Moulonguet, Amiens Diffuseur : Aucun | Stade Moulonguet, Amiens Diffuseur : Aucun |

| 4e journée – 1er           | Olympique alésien | 1 – 5   | Amiens AC                                                                                  |                   |                   |
| Dimanche 20 septembre 1936 |                   | (1 – 1) |                                                                                            | Diffuseur : Aucun | Diffuseur : Aucun |
| Dimanche 20 septembre 1936 | Rapport           |         |                                                                                            | Diffuseur : Aucun | Diffuseur : Aucun |
| Dimanche 20 septembre 1936 |                   | Équipes | Vincent - Reid, Delacourt - Ottavis, Peiffert, Tison - Buge, Kramer, Machu, Ward, Thévenot | Diffuseur : Aucun | Diffuseur : Aucun |

| 5e journée – 2e            | FC Nancy         | 5 – 0   | Amiens AC      |                   |                   |
| Dimanche 27 septembre 1936 |                  | (3 – 0) |                | Diffuseur : Aucun | Diffuseur : Aucun |
| Dimanche 27 septembre 1936 | Rapport, Rapport |         |                | Diffuseur : Aucun | Diffuseur : Aucun |
| Dimanche 27 septembre 1936 |                  | Équipes | ? Dont Vincent | Diffuseur : Aucun | Diffuseur : Aucun |

| 6e journée – 4e         |         | exempt |  |  |
| Dimanche 4 octobre 1936 |         |        |  |  |
|                         | Rapport |        |  |  |

| 7e journée – 5e          | SO montpelliérain | 0 – 0   | Amiens AC                                                                                  |                   |                   |
| Dimanche 11 octobre 1936 |                   | (0 – 0) |                                                                                            | Diffuseur : Aucun | Diffuseur : Aucun |
| Dimanche 11 octobre 1936 | Rapport           |         |                                                                                            | Diffuseur : Aucun | Diffuseur : Aucun |
| Dimanche 11 octobre 1936 |                   | Équipes | Vincent - Reid, Delacourt - Ottavis, Peiffert, Tison - Buge, Kramer, Machu, Ward, Thévenot | Diffuseur : Aucun | Diffuseur : Aucun |

| 8e journée – 4e          | Amiens AC                                                                                  | 2 – 2   | US Valenciennes-Anzin |                                            |                                            |
| Dimanche 18 octobre 1936 |                                                                                            | (1 – 1) |                       | Stade Moulonguet, Amiens Diffuseur : Aucun | Stade Moulonguet, Amiens Diffuseur : Aucun |
| Dimanche 18 octobre 1936 | Rapport                                                                                    |         |                       | Stade Moulonguet, Amiens Diffuseur : Aucun | Stade Moulonguet, Amiens Diffuseur : Aucun |
| Dimanche 18 octobre 1936 | Vincent - Reid, Delacourt - Ottavis, Peiffert, Tison - Buge, Kramer, Machu, Ward, Thévenot | Équipes |                       | Stade Moulonguet, Amiens Diffuseur : Aucun | Stade Moulonguet, Amiens Diffuseur : Aucun |

| 9e journée – 7e          | OGC Nice | 3 – 1   | Amiens AC                                                                                    |                   |                   |
| Dimanche 25 octobre 1936 |          | (1 – 0) |                                                                                              | Diffuseur : Aucun | Diffuseur : Aucun |
| Dimanche 25 octobre 1936 | Rapport  |         |                                                                                              | Diffuseur : Aucun | Diffuseur : Aucun |
| Dimanche 25 octobre 1936 |          | Équipes | Vincent - Reid, Delacourt - Peiffert, Ward, Tison - Balavoine, Kramer, Machu, Buge, Thévenot | Diffuseur : Aucun | Diffuseur : Aucun |

| 10e journée – 10e          | RC Calais | 4 – 1   | Amiens AC                                                                                 |                   |                   |
| Dimanche 1er novembre 1936 |           | (2 – 1) |                                                                                           | Diffuseur : Aucun | Diffuseur : Aucun |
| Dimanche 1er novembre 1936 | Rapport   |         |                                                                                           | Diffuseur : Aucun | Diffuseur : Aucun |
| Dimanche 1er novembre 1936 |           | Équipes | Vincent - Reid, Delacourt - Cardon, Peiffert, Tison - Machu, Kramer, Ward, Buge, Thévenot | Diffuseur : Aucun | Diffuseur : Aucun |

| 11e journée – 6e          | Amiens AC                                                                                   | 2 – 1   | AS Saint-Étienne |                                            |                                            |
| Mercredi 11 novembre 1936 |                                                                                             | (1 – 1) |                  | Stade Moulonguet, Amiens Diffuseur : Aucun | Stade Moulonguet, Amiens Diffuseur : Aucun |
| Mercredi 11 novembre 1936 | Rapport                                                                                     |         |                  | Stade Moulonguet, Amiens Diffuseur : Aucun | Stade Moulonguet, Amiens Diffuseur : Aucun |
| Mercredi 11 novembre 1936 | Vincent - Reid, Delacourt - Ottavis, Peiffert, Tison - Buge, Kramer, Taisne, Ward, Thévenot | Équipes |                  | Stade Moulonguet, Amiens Diffuseur : Aucun | Stade Moulonguet, Amiens Diffuseur : Aucun |

| 12e journée – 11e         | CA Paris | 1 – 0   | Amiens AC                                                                                   |                   |                   |
| Dimanche 22 novembre 1936 |          | (0 – 0) |                                                                                             | Diffuseur : Aucun | Diffuseur : Aucun |
| Dimanche 22 novembre 1936 | Rapport  |         |                                                                                             | Diffuseur : Aucun | Diffuseur : Aucun |
| Dimanche 22 novembre 1936 |          | Équipes | Vincent - Reid, Delacourt - Ottavis, Peiffert, Tison - Buge, Kramer, Taisne, Ward, Thévenot | Diffuseur : Aucun | Diffuseur : Aucun |

| 13e journée – 10e        | Amiens AC                                                                                  | 6 – 2   | RC lensois |                                            |                                            |
| Dimanche 6 décembre 1936 |                                                                                            | (1 – 1) |            | Stade Moulonguet, Amiens Diffuseur : Aucun | Stade Moulonguet, Amiens Diffuseur : Aucun |
| Dimanche 6 décembre 1936 | Rapport                                                                                    |         |            | Stade Moulonguet, Amiens Diffuseur : Aucun | Stade Moulonguet, Amiens Diffuseur : Aucun |
| Dimanche 6 décembre 1936 | Vincent - Reid, Delacourt - Ward, Peiffert, Tison - Maurice, Kramer, Machu, Buge, Thévenot | Équipes |            | Stade Moulonguet, Amiens Diffuseur : Aucun | Stade Moulonguet, Amiens Diffuseur : Aucun |

| 14e journée – 6e          | Amiens AC                                                                                   | 0 – 0   | Stade Malherbe caennais |                                            |                                            |
| Dimanche 13 décembre 1936 |                                                                                             | (0 – 0) |                         | Stade Moulonguet, Amiens Diffuseur : Aucun | Stade Moulonguet, Amiens Diffuseur : Aucun |
| Dimanche 13 décembre 1936 | Rapport                                                                                     |         |                         | Stade Moulonguet, Amiens Diffuseur : Aucun | Stade Moulonguet, Amiens Diffuseur : Aucun |
| Dimanche 13 décembre 1936 | Vaillant - Reid, Delacourt - Ward, Peiffert, Tison - Maurice, Kramer, Machu, Buge, Thévenot | Équipes |                         | Stade Moulonguet, Amiens Diffuseur : Aucun | Stade Moulonguet, Amiens Diffuseur : Aucun |

| 15e journée – 6e          | Le Havre AC | 1 – 1   | Amiens AC                                                                                        |                   |                   |
| Vendredi 25 décembre 1936 |             | (0 – 1) |                                                                                                  | Diffuseur : Aucun | Diffuseur : Aucun |
| Vendredi 25 décembre 1936 | Rapport     |         |                                                                                                  | Diffuseur : Aucun | Diffuseur : Aucun |
| Vendredi 25 décembre 1936 |             | Équipes | Vaillant - Reid, Delacourt - Kellinger, Peiffert, Tison - Maurice, Kramer, Machu, Buge, Thévenot | Diffuseur : Aucun | Diffuseur : Aucun |

| 16e journée – 8e          | Amiens AC                                                                                        | 1 – 6   | AS Troyes Sainte-Savine |                                            |                                            |
| Dimanche 27 décembre 1936 |                                                                                                  | (0 – 4) |                         | Stade Moulonguet, Amiens Diffuseur : Aucun | Stade Moulonguet, Amiens Diffuseur : Aucun |
| Dimanche 27 décembre 1936 | Rapport                                                                                          |         |                         | Stade Moulonguet, Amiens Diffuseur : Aucun | Stade Moulonguet, Amiens Diffuseur : Aucun |
| Dimanche 27 décembre 1936 | Vaillant - Reid, Delacourt - Kellinger, Peiffert, Tison - Maurice, Kramer, Machu, Buge, Thévenot | Équipes |                         | Stade Moulonguet, Amiens Diffuseur : Aucun | Stade Moulonguet, Amiens Diffuseur : Aucun |

| 17e journée – 9e          | Amiens AC                                                                                | 0 – 0   | FCO Charleville |                                            |                                            |
| Vendredi 1er janvier 1937 |                                                                                          | (0 – 0) |                 | Stade Moulonguet, Amiens Diffuseur : Aucun | Stade Moulonguet, Amiens Diffuseur : Aucun |
| Vendredi 1er janvier 1937 | Rapport                                                                                  |         |                 | Stade Moulonguet, Amiens Diffuseur : Aucun | Stade Moulonguet, Amiens Diffuseur : Aucun |
| Vendredi 1er janvier 1937 | Vaillant - Reid, Peiffert - Cardon, Ward, Tison - Machu, Kramer, Maurice, Buge, Thévenot | Équipes |                 | Stade Moulonguet, Amiens Diffuseur : Aucun | Stade Moulonguet, Amiens Diffuseur : Aucun |

| 18e journée – 9e        | Amiens AC                                                                                   | 3 – 3   | Stade de Reims |                                            |                                            |
| Dimanche 3 janvier 1937 |                                                                                             | (0 – 2) |                | Stade Moulonguet, Amiens Diffuseur : Aucun | Stade Moulonguet, Amiens Diffuseur : Aucun |
| Dimanche 3 janvier 1937 | Rapport                                                                                     |         |                | Stade Moulonguet, Amiens Diffuseur : Aucun | Stade Moulonguet, Amiens Diffuseur : Aucun |
| Dimanche 3 janvier 1937 | Vaillant - Cardon, Peiffert - Machu, Ward, Tison - Taisne, Kellinger, Sachy, Buge, Thévenot | Équipes |                | Stade Moulonguet, Amiens Diffuseur : Aucun | Stade Moulonguet, Amiens Diffuseur : Aucun |

| 19e journée – 9e         | US boulonnaise | 0 – 0   | Amiens AC                                                                                     |                   |                   |
| Dimanche 10 janvier 1937 |                | (0 – 0) |                                                                                               | Diffuseur : Aucun | Diffuseur : Aucun |
| Dimanche 10 janvier 1937 | Rapport        |         |                                                                                               | Diffuseur : Aucun | Diffuseur : Aucun |
| Dimanche 10 janvier 1937 |                | Équipes | Vaillant - Cardon, Delacourt - Maurice, Ward, Tison - Machu, Kramer, Peiffert, Buge, Thévenot | Diffuseur : Aucun | Diffuseur : Aucun |

| 20e journée – 8e         | Olympique dunkerquois | 1 – 1   | Amiens AC                                                                                  |                   |                   |
| Dimanche 24 janvier 1937 |                       | (1 – 1) |                                                                                            | Diffuseur : Aucun | Diffuseur : Aucun |
| Dimanche 24 janvier 1937 | Rapport               |         |                                                                                            | Diffuseur : Aucun | Diffuseur : Aucun |
| Dimanche 24 janvier 1937 |                       | Équipes | Vaillant - Cardon, Delacourt - Ward, Peiffert, Tison - Machu, Kramer, Reid, Buge, Thévenot | Diffuseur : Aucun | Diffuseur : Aucun |

| 21e journée – 5e         | Amiens AC                                                                                | 2 – 1   | Olympique alésien |                                            |                                            |
| Dimanche 31 janvier 1937 |                                                                                          | (0 – 1) |                   | Stade Moulonguet, Amiens Diffuseur : Aucun | Stade Moulonguet, Amiens Diffuseur : Aucun |
| Dimanche 31 janvier 1937 | Rapport                                                                                  |         |                   | Stade Moulonguet, Amiens Diffuseur : Aucun | Stade Moulonguet, Amiens Diffuseur : Aucun |
| Dimanche 31 janvier 1937 | Vaillant - Reid, Cardon - Ward, Peiffert, Tison - Machu, Kramer, Maurice, Buge, Thévenot | Équipes |                   | Stade Moulonguet, Amiens Diffuseur : Aucun | Stade Moulonguet, Amiens Diffuseur : Aucun |

| 22e journée – 4e         | Amiens AC                                                                                  | 5 – 2   | FC Nancy |                                            |                                            |
| Dimanche 14 février 1937 |                                                                                            | (2 – 0) |          | Stade Moulonguet, Amiens Diffuseur : Aucun | Stade Moulonguet, Amiens Diffuseur : Aucun |
| Dimanche 14 février 1937 | Rapport                                                                                    |         |          | Stade Moulonguet, Amiens Diffuseur : Aucun | Stade Moulonguet, Amiens Diffuseur : Aucun |
| Dimanche 14 février 1937 | Vaillant - Reid, Delacourt - Ward, Peiffert, Tison - Buge, Kramer, Machu, Cardon, Thévenot | Équipes |          | Stade Moulonguet, Amiens Diffuseur : Aucun | Stade Moulonguet, Amiens Diffuseur : Aucun |

| 23e journée – 6e         | FCO Charleville | 2 – 0   | Amiens AC                                                                                  |                   |                   |
| Dimanche 21 février 1937 |                 | (1 – 0) |                                                                                            | Diffuseur : Aucun | Diffuseur : Aucun |
| Dimanche 21 février 1937 | Rapport         |         |                                                                                            | Diffuseur : Aucun | Diffuseur : Aucun |
| Dimanche 21 février 1937 |                 | Équipes | Vaillant - Reid, Delacourt - Ward, Peiffert, Tison - Buge, Kramer, Machu, Cardon, Thévenot | Diffuseur : Aucun | Diffuseur : Aucun |

| 24e journée – 5e         | Amiens AC                                                                                      | 0 – 0   | SO montpelliérain |                                            |                                            |
| Dimanche 28 février 1937 | Vaillant - Reid, Delacourt - Ward (?), Peiffert, Tison - Buge, Kramer, Machu, Cardon, Thévenot | (0 – 0) |                   | Stade Moulonguet, Amiens Diffuseur : Aucun | Stade Moulonguet, Amiens Diffuseur : Aucun |
| Dimanche 28 février 1937 | Rapport                                                                                        |         |                   | Stade Moulonguet, Amiens Diffuseur : Aucun | Stade Moulonguet, Amiens Diffuseur : Aucun |

| 25e journée – 6e     |         | exempt |  |  |
| Dimanche 7 mars 1937 |         |        |  |  |
|                      | Rapport |        |  |  |

| 26e journée – 6e      | US Valenciennes-Anzin | 1 – 1   | Amiens AC                                                                                   |                   |                   |
| Dimanche 14 mars 1937 |                       | (0 – 1) |                                                                                             | Diffuseur : Aucun | Diffuseur : Aucun |
| Dimanche 14 mars 1937 | Rapport               |         |                                                                                             | Diffuseur : Aucun | Diffuseur : Aucun |
| Dimanche 14 mars 1937 |                       | Équipes | Vaillant - Reid, Delacourt - Ward, Peiffert, Tison - Buge, Kramer, Machu, Maurice, Thévenot | Diffuseur : Aucun | Diffuseur : Aucun |

| 27e journée – 7e      | Amiens AC                                                                                     | 1 – 2   | OGC Nice |                                            |                                            |
| Dimanche 28 mars 1937 |                                                                                               | (1 – 1) |          | Stade Moulonguet, Amiens Diffuseur : Aucun | Stade Moulonguet, Amiens Diffuseur : Aucun |
| Dimanche 28 mars 1937 | Rapport                                                                                       |         |          | Stade Moulonguet, Amiens Diffuseur : Aucun | Stade Moulonguet, Amiens Diffuseur : Aucun |
| Dimanche 28 mars 1937 | Vaillant - Reid, Delacourt - Ward, Peiffert, Tison - Taisne, Kramer, Machu, Maurice, Thévenot | Équipes |          | Stade Moulonguet, Amiens Diffuseur : Aucun | Stade Moulonguet, Amiens Diffuseur : Aucun |

| 28e journée – 6e      | Amiens AC                                                                                   | 2 – 1   | RC Calais |                                            |                                            |
| Dimanche 4 avril 1937 |                                                                                             | (0 – 1) |           | Stade Moulonguet, Amiens Diffuseur : Aucun | Stade Moulonguet, Amiens Diffuseur : Aucun |
| Dimanche 4 avril 1937 | Rapport                                                                                     |         |           | Stade Moulonguet, Amiens Diffuseur : Aucun | Stade Moulonguet, Amiens Diffuseur : Aucun |
| Dimanche 4 avril 1937 | Vaillant - Reid, Delacourt - Ward, Peiffert, Tison - Machu, Maurice, Thévenot, Kramer, Buge | Équipes |           | Stade Moulonguet, Amiens Diffuseur : Aucun | Stade Moulonguet, Amiens Diffuseur : Aucun |

| 29e journée – 6e       | AS Saint-Étienne | remis | Amiens AC |                   |                   |
| Dimanche 11 avril 1937 |                  | (–)   |           | Diffuseur : Aucun | Diffuseur : Aucun |
| Dimanche 11 avril 1937 | [ Rapport]       |       |           | Diffuseur : Aucun | Diffuseur : Aucun |

| 30e journée – 7e       | Amiens AC                                                                                  | 2 – 2   | CA Paris |                                            |                                            |
| Dimanche 18 avril 1937 |                                                                                            | (1 – 1) |          | Stade Moulonguet, Amiens Diffuseur : Aucun | Stade Moulonguet, Amiens Diffuseur : Aucun |
| Dimanche 18 avril 1937 | Rapport                                                                                    |         |          | Stade Moulonguet, Amiens Diffuseur : Aucun | Stade Moulonguet, Amiens Diffuseur : Aucun |
| Dimanche 18 avril 1937 | Vaillant - Reid, Delacourt - Ward, Peiffert, Blot - Taisne, Maurice, Machu, Buge, Thévenot | Équipes |          | Stade Moulonguet, Amiens Diffuseur : Aucun | Stade Moulonguet, Amiens Diffuseur : Aucun |

| 31e journée – 6e       | Stade Malherbe caennais | 0 – 0   | Amiens AC                                                                                       |                   |                   |
| Dimanche 25 avril 1937 |                         | (0 – 0) |                                                                                                 | Diffuseur : Aucun | Diffuseur : Aucun |
| Dimanche 25 avril 1937 | Rapport                 |         |                                                                                                 | Diffuseur : Aucun | Diffuseur : Aucun |
| Dimanche 25 avril 1937 |                         | Équipes | Vaillant - Reid, Delacourt - Ward, Peiffert, Balavoine - Taisne, Maurice, Machu, Buge, Thévenot | Diffuseur : Aucun | Diffuseur : Aucun |

| 32e journée – 8e    | RC lensois | 2 – 0   | Amiens AC                                                                                       |                   |                   |
| Dimanche 2 mai 1937 |            | (0 – 0) |                                                                                                 | Diffuseur : Aucun | Diffuseur : Aucun |
| Dimanche 2 mai 1937 | Rapport    |         |                                                                                                 | Diffuseur : Aucun | Diffuseur : Aucun |
| Dimanche 2 mai 1937 |            | Équipes | Vaillant - Reid, Delacourt - Ward, Peiffert, Balavoine - Taisne, Maurice, Machu, Buge, Thévenot | Diffuseur : Aucun | Diffuseur : Aucun |

| 33e journée – e     | Amiens AC                                                                                  | 4 – 4   | Le Havre AC |                                            |                                            |
| Dimanche 9 mai 1937 |                                                                                            | (–)     |             | Stade Moulonguet, Amiens Diffuseur : Aucun | Stade Moulonguet, Amiens Diffuseur : Aucun |
| Dimanche 9 mai 1937 | [ Rapport]                                                                                 |         |             | Stade Moulonguet, Amiens Diffuseur : Aucun | Stade Moulonguet, Amiens Diffuseur : Aucun |
| Dimanche 9 mai 1937 | Vaillant - Reid, Delacourt - Ward, Peiffert, Tison - Maurice, Machu, Petit, Buge, Thévenot | Équipes |             | Stade Moulonguet, Amiens Diffuseur : Aucun | Stade Moulonguet, Amiens Diffuseur : Aucun |

| 34e journée – 10e    | AS Troyes Sainte-Savine | 3 – 0   | Amiens AC                                                                                  |                   |                   |
| Dimanche 16 mai 1937 |                         | (2 – 0) |                                                                                            | Diffuseur : Aucun | Diffuseur : Aucun |
| Dimanche 16 mai 1937 | Rapport                 |         |                                                                                            | Diffuseur : Aucun | Diffuseur : Aucun |
| Dimanche 16 mai 1937 |                         | Équipes | Vaillant - Reid, Delacourt - Cardon, Peiffert, Tison - Kramer, Machu, Ward, Buge, Thévenot | Diffuseur : Aucun | Diffuseur : Aucun |

| 29e journée – 10e    | AS Saint-Étienne   | 3 – 1   | Amiens AC                       |                   |                   |
| Dimanche 23 mai 1937 |                    | (1 – 0) |                                 | Diffuseur : Aucun | Diffuseur : Aucun |
| Dimanche 23 mai 1937 | Rapport, Rapport 2 |         |                                 | Diffuseur : Aucun | Diffuseur : Aucun |
| Dimanche 23 mai 1937 |                    | Équipes | ? Dont Vaillant, Peiffert, Ward | Diffuseur : Aucun | Diffuseur : Aucun |

### Coupe de France
| 32e de finale             | RC Arras (3) | 1 – 0   | Amiens AC                                                                                   |                                                                           |                                                                           |
| Dimanche 20 décembre 1936 | Hutzler 70e  | (0 – 0) |                                                                                             | Arras Spectateurs : 4 500 environ Diffuseur : Aucun Arbitrage : M. Storme | Arras Spectateurs : 4 500 environ Diffuseur : Aucun Arbitrage : M. Storme |
| Dimanche 20 décembre 1936 | Rapport      |         |                                                                                             | Arras Spectateurs : 4 500 environ Diffuseur : Aucun Arbitrage : M. Storme | Arras Spectateurs : 4 500 environ Diffuseur : Aucun Arbitrage : M. Storme |
| Dimanche 20 décembre 1936 |              | Équipes | Vaillant - Reid, Delacourt - Ward, Peiffert, Tison - Maurice, Kramer, Machu, Buge, Thévenot | Arras Spectateurs : 4 500 environ Diffuseur : Aucun Arbitrage : M. Storme | Arras Spectateurs : 4 500 environ Diffuseur : Aucun Arbitrage : M. Storme |

## Statistiques

### Temps de jeu
| P. | Joueur           | 1  | 2  | 3  | 4  | 5  | 7  | 8  | 9  | 10 | 11 | 12 | 13 | 14 | F1 | 15 | 16 | 17 | 18 | 19 | 20 | 21 | 22 | 23 | 24 | 26 | 27 | 28 | 30 | 31 | 32 | 33 | 34 | 29 |
| -- | ---------------- | -- | -- | -- | -- | -- | -- | -- | -- | -- | -- | -- | -- | -- | -- | -- | -- | -- | -- | -- | -- | -- | -- | -- | -- | -- | -- | -- | -- | -- | -- | -- | -- | -- |
| G  | André Vaillant   |    |    |    |    |    |    |    |    |    |    |    |    | 90 | 90 | 90 | 90 | 90 | 90 | 90 | 90 | 90 | 90 | 90 | 90 | 90 | 90 | 90 | 90 | 90 | 90 | 90 | 90 | 90 |
| G  | Joseph Vincent   | 90 | 90 | 90 | 90 | 90 | 90 | 90 | 90 | 90 | 90 | 90 | 90 |    |    |    |    |    |    |    |    |    |    |    |    |    |    |    |    |    |    |    |    |    |
| D  | Roland Balavoine | 90 | 90 | 90 |    |    |    |    | 90 |    |    |    |    |    |    |    |    |    |    |    |    |    |    |    |    |    |    |    |    | 90 | 90 |    |    |    |
| D  | Paul Delacourt   | 90 | 90 |    | 90 |    | 90 | 90 | 90 | 90 | 90 | 90 | 90 | 90 | 90 | 90 | 90 |    |    | 90 | 90 |    | 90 | 90 | 90 | 90 | 90 | 90 | 90 | 90 | 90 | 90 | 90 |    |
| D  | James Reid       | 90 | 90 | 90 | 90 |    | 90 | 90 | 90 | 90 | 90 | 90 | 90 | 90 | 90 | 90 | 90 | 90 |    |    | 90 | 90 | 90 | 90 | 90 | 90 | 90 | 90 | 90 | 90 | 90 | 90 | 90 |    |
| M  | Fernand Blot     |    |    |    |    |    |    |    |    |    |    |    |    |    |    |    |    |    |    |    |    |    |    |    |    |    |    |    | 90 |    |    |    |    |    |
| M  | Jean Cardon      | 90 | 90 |    |    |    |    |    |    | 90 |    |    |    |    |    |    |    | 90 | 90 | 90 | 90 | 90 | 90 | 90 | 90 |    |    |    |    |    |    |    | 90 |    |
| M  | Franz Kellinger  |    |    |    |    |    |    |    |    |    |    |    |    |    |    | 90 | 90 |    | 90 |    |    |    |    |    |    |    |    |    |    |    |    |    |    |    |
| M  | Albert Ottavis   |    |    | 90 | 90 |    | 90 | 90 |    |    | 90 | 90 |    |    |    |    |    |    |    |    |    |    |    |    |    |    |    |    |    |    |    |    |    |    |
| M  | René Peiffert    | 90 | 90 | 90 | 90 |    | 90 | 90 | 90 | 90 | 90 | 90 | 90 | 90 | 90 | 90 | 90 | 90 | 90 | 90 | 90 | 90 | 90 | 90 | 90 | 90 | 90 | 90 | 90 | 90 | 90 | 90 | 90 | 90 |
| M  | André Tison      | 90 | 90 | 90 | 90 |    | 90 | 90 | 90 | 90 | 90 | 90 | 90 | 90 | 90 | 90 | 90 | 90 | 90 | 90 | 90 | 90 | 90 | 90 | 90 | 90 | 90 | 90 |    |    |    | 90 | 90 |    |
| M  | Harry Ward       | 90 | 90 | 90 | 90 |    | 90 | 90 | 90 | 90 | 90 | 90 | 90 | 90 | 90 |    |    | 90 | 90 | 90 | 90 | 90 | 90 | 90 | 90 | 90 | 90 | 90 | 90 | 90 | 90 | 90 |    | 90 |
| A  | Julien Buge      |    |    | 90 | 90 |    | 90 | 90 | 90 | 90 | 90 | 90 | 90 | 90 | 90 | 90 | 90 | 90 | 90 | 90 | 90 | 90 | 90 | 90 | 90 | 90 |    | 90 | 90 | 90 | 90 | 90 | 90 |    |
| A  | Edmond Kramer    | 90 | 90 | 90 | 90 |    | 90 | 90 | 90 | 90 | 90 | 90 | 90 | 90 | 90 | 90 | 90 | 90 |    | 90 | 90 | 90 | 90 | 90 | 90 | 90 | 90 | 90 |    |    |    |    | 90 |    |
| A  | Clément Machu    | 90 | 90 | 90 | 90 |    | 90 | 90 | 90 | 90 |    |    | 90 | 90 | 90 | 90 | 90 | 90 | 90 | 90 | 90 | 90 | 90 | 90 | 90 | 90 | 90 | 90 | 90 | 90 | 90 | 90 | 90 |    |
| A  | Michel Maurice   |    |    |    |    |    |    |    |    |    |    |    | 90 | 90 | 90 | 90 | 90 | 90 |    | 90 |    | 90 |    |    |    | 90 | 90 | 90 | 90 | 90 | 90 | 90 | 90 |    |
| A  | François Petit   |    |    |    |    |    |    |    |    |    |    |    |    |    |    |    |    |    |    |    |    |    |    |    |    |    |    |    |    |    |    | 90 |    |    |
| A  | Paul Sachy       |    |    |    |    |    |    |    |    |    |    |    |    |    |    |    |    |    | 90 |    |    |    |    |    |    |    |    |    |    |    |    |    |    |    |
| A  | Georges Taisne   |    |    |    |    |    |    |    |    |    | 90 | 90 |    |    |    |    |    |    | 90 |    |    |    |    |    |    |    | 90 |    | 90 | 90 | 90 |    |    |    |
| A  | Roger Thévenot   | 90 | 90 | 90 | 90 |    | 90 | 90 | 90 | 90 | 90 | 90 | 90 | 90 | 90 | 90 | 90 | 90 | 90 | 90 | 90 | 90 | 90 | 90 | 90 | 90 | 90 | 90 | 90 | 90 | 90 | 90 | 90 |    |